# یو فوکوموتو
یو فوکوموتو (ژاپنی: 福本 悠؛ زادهٔ ۳ ژوئیهٔ ۲۰۰۲) بازیکن فوتبال اهل ژاپن است.
از باشگاه‌هایی که در آن بازی کرده‌است می‌توان به باشگاه فوتبال گامبا اوساکا اشاره کرد.